# Saint-Simon-de-Pellouaille
Saint-Simon-de-Pellouaille is een gemeente in het Franse departement Charente-Maritime (regio Nouvelle-Aquitaine) en telt 435 inwoners (2005). De plaats maakt deel uit van het arrondissement Saintes.

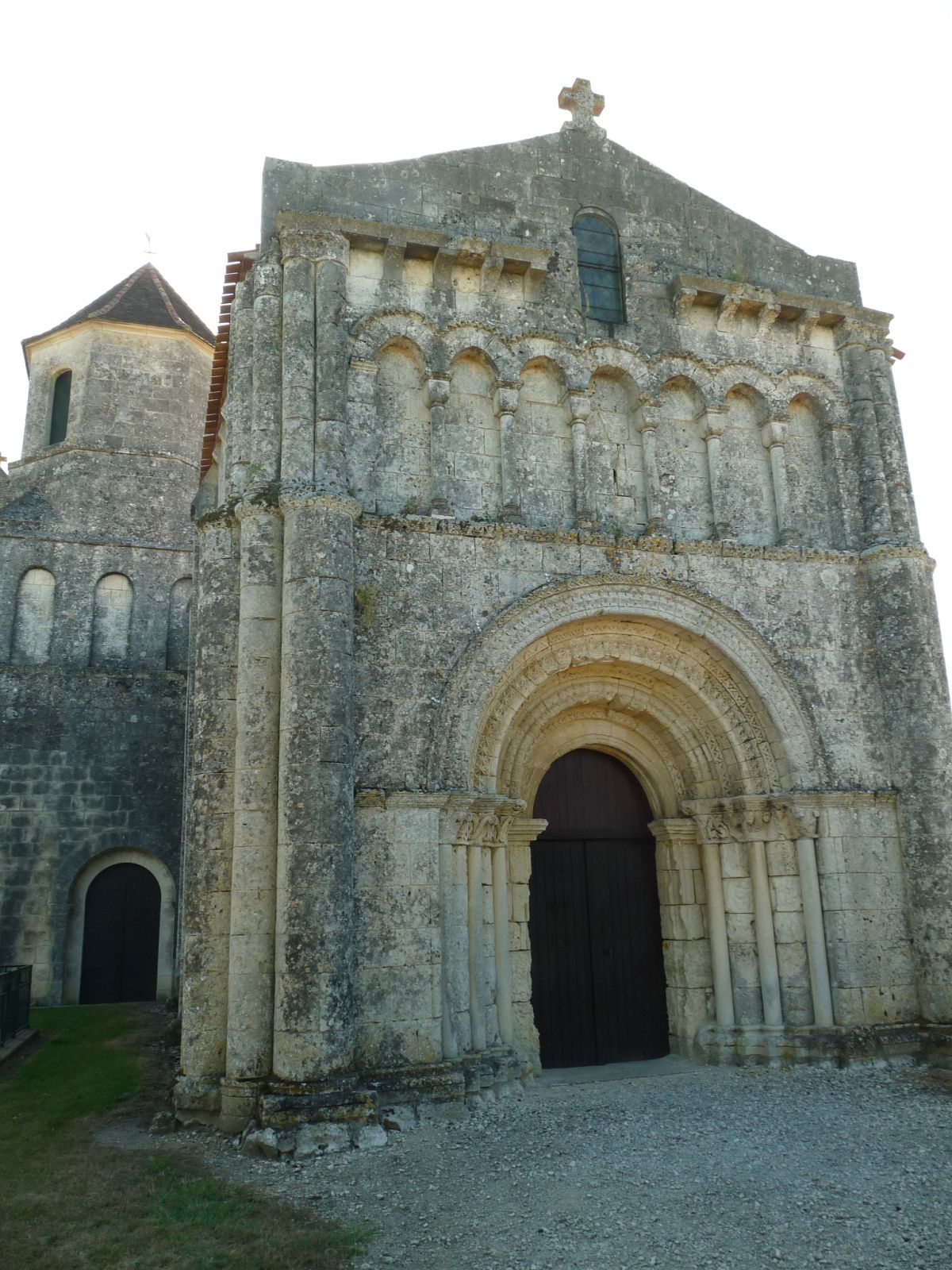
Kerk van Saint-Simon-de-Pellouaille
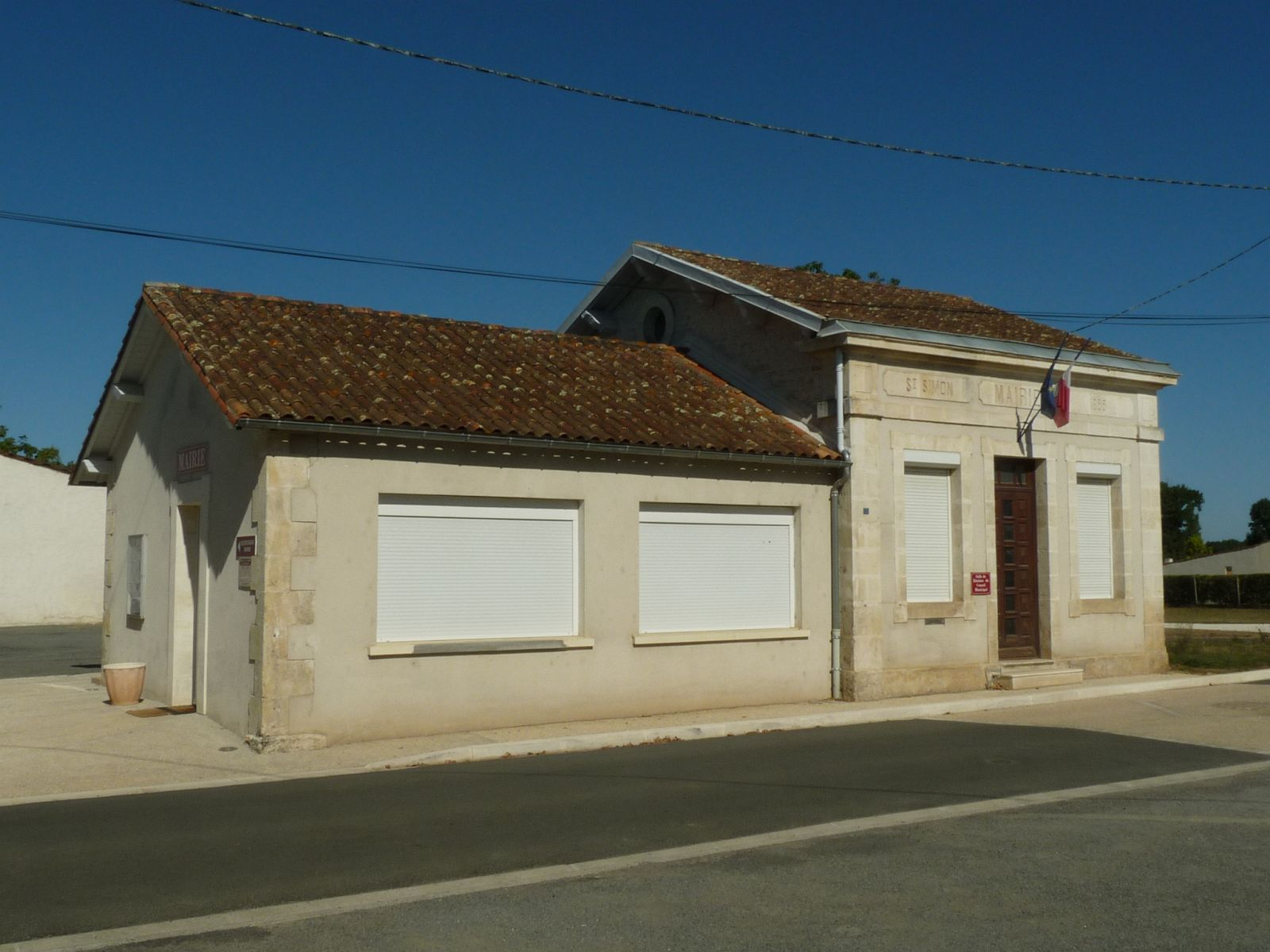
Gemeentehuis

## Geografie
De oppervlakte van Saint-Simon-de-Pellouaille bedraagt 8,8 km², de bevolkingsdichtheid is 49,4 inwoners per km².
De onderstaande kaart toont de ligging van Saint-Simon-de-Pellouaille met de belangrijkste infrastructuur en aangrenzende gemeenten.

## Demografie
Onderstaande figuur toont het verloop van het inwonertal (bron: INSEE-tellingen).